# Пайнвіль (Арканзас)
Пайнвіль (англ. Pineville) — місто (англ. town) в США, в окрузі Ізард штату Арканзас. Населення — 154 особи (2020).

## Географія
Пайнвіль розташований на висоті 210 метрів над рівнем моря за координатами 36°9′40″ пн. ш. 92°6′23″ зх. д. / 36.16111° пн. ш. 92.10639° зх. д. (36.161111, -92.106420).  За даними Бюро перепису населення США в 2010 році місто мало площу 4,63 км², уся площа — суходіл.

## Демографія
Згідно з переписом 2010 року, у місті мешкало 238 осіб у 97 домогосподарствах у складі 72 родин. Густота населення становила 51 особа/км².  Було 112 помешкання (24/км²). 
Расовий склад населення:
| - 97,1 % — білих - 1,7 % — азіатів |

До двох чи більше рас належало 0,8 %. Іспаномовні складали 0,8 % від усіх жителів.
За віковим діапазоном населення розподілялося таким чином: 23,1 % — особи молодші 18 років, 57,2 % — особи у віці 18—64 років, 19,7 % — особи у віці 65 років та старші. Медіана віку мешканця становила 40,5 року. На 100 осіб жіночої статі у місті припадало 108,8 чоловіків;  на 100 жінок у віці від 18 років та старших — 92,6 чоловіків також старших 18 років.
За межею бідності перебувало 48,1 % осіб, у тому числі 82,6 % дітей у віці до 18 років та 0,0 % осіб у віці 65 років та старших.
Цивільне працевлаштоване населення становило 133 особи. Основні галузі зайнятості: виробництво — 40,6 %, освіта, охорона здоров'я та соціальна допомога — 17,3 %, роздрібна торгівля — 14,3 %.
За даними перепису населення 2000 року в Пайнвілі проживало 246 осіб, 72 родини, налічувалося 100 домашніх господарств і 110 житлових будинків. Середня густота населення становила близько 53,5 осіб на один квадратний кілометр. Расовий склад Пайнвіля за даними перепису розподілився таким чином: 98,78 % білих, 1,22 % — корінних американців.
Іспаномовні склали 0,41 % від усіх жителів містечка.
З 100 домашніх господарств в 39,0 % — виховували дітей віком до 18 років, 61,0 % представляли собою подружні пари, які спільно проживали, в 11,0 % сімей жінки проживали без чоловіків, 28,0 % не мали сімей. 24,0 % від загального числа сімей на момент перепису жили самостійно, при цьому 11,0 % склали самотні літні люди у віці 65 років та старше. Середній розмір домашнього господарства склав 2,46 особи, а середній розмір родини — 2,97 особи.
Населення містечка за віковим діапазоном за даними перепису 2000 року розподілилося таким чином: 28,0 % — жителі молодше 18 років, 10,6 % — між 18 і 24 роками, 27,6 % — від 25 до 44 років, 22,8 % — від 45 до 64 років і 11,0 % — у віці 65 років та старше. Середній вік мешканця склав 32 роки. На кожні 100 жінок в Пайнвілі припадало 79,6 чоловіків, у віці від 18 років та старше — 90,3 чоловіків також старше 18 років.
Середній дохід на одне домашнє господарство в містечкі склав 25 000 доларів США, а середній дохід на одну сім'ю — 30 208 доларів. При цьому чоловіки мали середній дохід в 19  861 долар США на рік проти 15 000 доларів середньорічного доходу у жінок. Дохід на душу населення в містечкі склав 10 339 доларів на рік. 23,5 % від усього числа сімей в окрузі і 22,7 % від усієї чисельності населення перебувало на момент перепису населення за межею бідності, при цьому 34,4 % з них були молодші 18 років і 9,5 % — у віці 65 років та старше.